# Matilde de Béthune
Matilde de Béthune (em francês:  Mahaut; Béthune, c. 1221 ou após 1230 – 8 de novembro de 1264) foi uma nobre francesa. Ela foi suo jure senhora de Béthune, Dendermonde, Richebourg e de Warneton como sucessora do pai, assim como advogada da Abadia de Saint-Vast, em Arras, e governante desses estados de 1248 a 1264. Além disso, também foi condessa de Flandres pelo seu casamento com Guido de Dampierre.

## Família
Matilde era a filha primogênita de Roberto VII, Senhor de Béthune e advogado da Abadia de Saint-Vast (um cargo do Sacro Império Romano-Germânico), um grande proprietário de terras e um doze nobres de Flandres, e de Isabel de Morialmé (ou Morialmes), viúva de Nicolau I, Senhor de Condé-sur-l'Escaut.
Os seus avós paternos eram Guilherme III de Béthune e Matilde de Dendermonde. Os seus avós maternos eram Arnaldo IV de Morialmé e Joana (também conhecida como Joie) de Bailleul.
Ela teve duas irmãs: a esposa de Godofredo IV de Breda, cujo nome é desconhecido, e Isabel, cujo primeiro marido foi Hélio V de Wavrin, senhor de Harponlieu, e o segundo foi Hugo III, Senhor d'Antoing e de Epinoy.
Por parte do primeiro casamento da mãe, teve três meio-irmãos mais velhos: Jaime, senhor de Baiileul, marido de Inês du Roeulx, Joie, esposa de Giles II de Beaumetz, castelão de  Bapaume, e Isabel, esposa de Enguerrando, senhor de Fiennes.

## Biografia
Aos 16 anos, Matilde ficou noiva de Guido, filho de Guilherme II de Bourbon e da condessa Margarida II da Flandres. A mãe dele, viúva, fez de Guido e do irmão, Guilherme III, co-governantes de Flandres. Em reconhecimento a essa importante união para a filha mais velha, Roberto deu a ela a maior parte de suas terras e títulos.

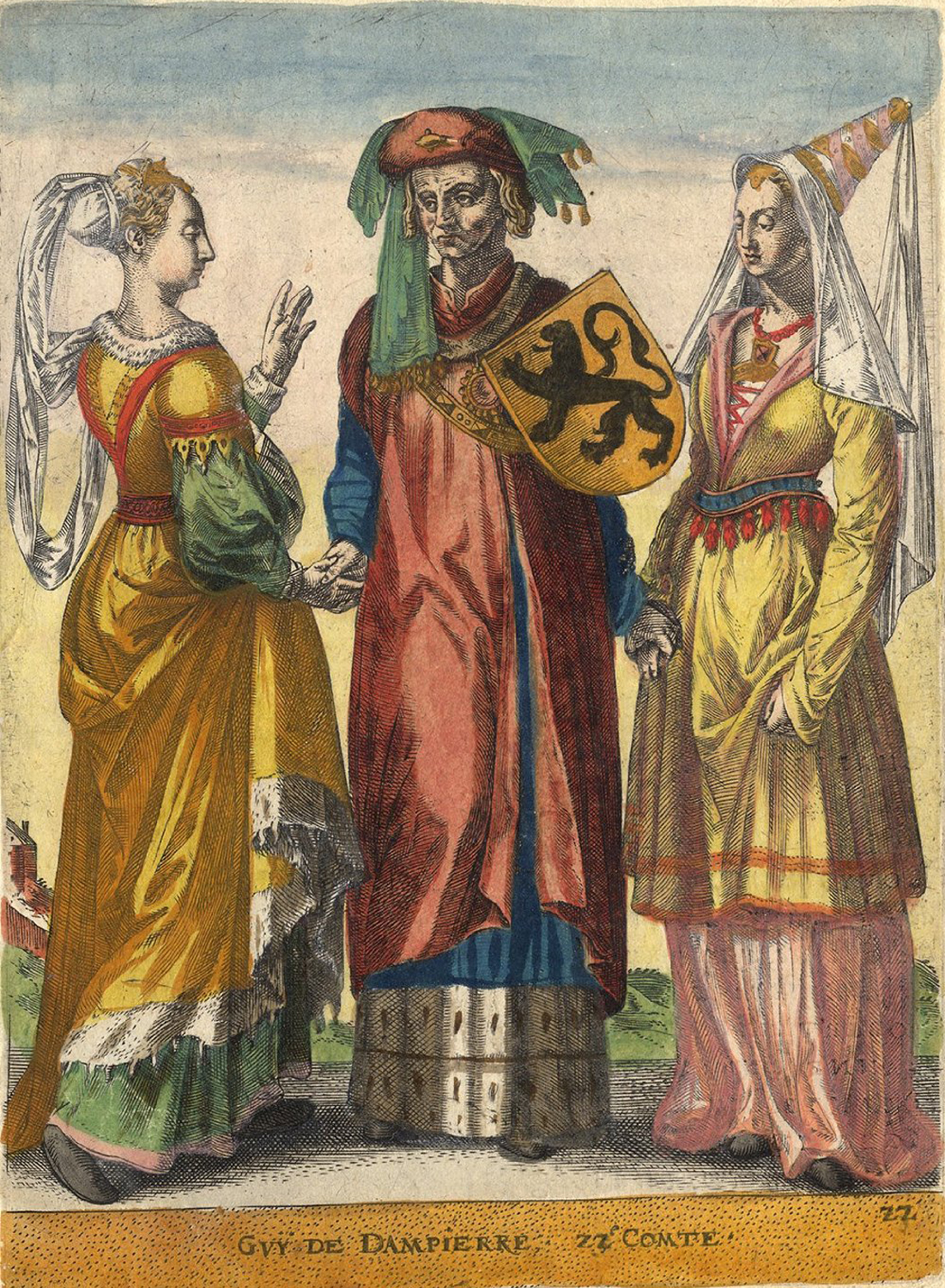
Representação de Guido com Matilde e sua segunda esposa, Isabel.

Em outubro de 1245, quando Matilde ainda era solteira e menor de idade, seu pai nomeou-a herdeira de suas terras ancestrais fora de Béthune, na Terra de Alleu. O contrato nupcial foi assinado em 2 de fevereiro de 1246, e o casamento ocorreu em Béthune.
Em 24 de junho de 1248, os pais de Matilde escreveram uma carta para Matilde e Guido, na qual confirmavam que eles herdariam as terras e títulos de Roberto, o que aconteceu logo em seguida, quando o pai de Matilde faleceu, em novembro daquele mesmo ano. Assim, por direito da esposa (jure uxoris), Guido deteve os títulos herdados.
O casal teve oito filhos, e Guido sucedeu, formalmente, ao título de conde de Flandres em 1251.
A condessa faleceu em 8 de novembro de 1264, e foi enterrada numa tumba de mármore negro na Capela de Huberto de Liège, parte da Abadia de Flines, em Flines-lez-Raches, conforme solicitado por ela em seu testamento de 1259, onde, mais tarde, seu marido também foi enterrado. 
Guido se casou novamente com Isabel de Luxemburgo, com quem teve mais oito filhos. Como Guido se tornou marquês de Namur apenas em 1268, Matilde não chegou a ser marquesa.

## Descendência
- Roberto III da Flandres (1249 – 17 de setembro de 1322), sucessor do pai. Foi casado com Branca de Sicília, com quem teve um filho, e depois foi casado com Iolanda de Borgonha, condessa de Nevers, com quem teve cinco filhos;
- Guilherme de Flandres (c. 1250 – 1311), sucessor da nãe como senhor de Dendermonde e Richebourg. Foi casado com Alice de Clermont, viscondessa de Châteaudun, senhora de Mondoubleau e herdeira de Dunois, com quem teve seis filhos;
- João de Flandres (1250 – 14 de abril de 1292), foi bispo de Metz a partir de 1279, e bispo de Liège a partir de 1282;
- Margarida de Dampierre (1251 – 3 de julho de 1285), foi casada com João I de Brabante, com quem teve quatro filhos;
- Balduíno de Flandres (1252 – 1296);
- Maria de Flandres (1253 – 1297), seu primeiro marido foi Guilherme VII de Jülich, com quem teve dois filhos. Após a morte de Guilherme, se casou com Simão II, Senhor de Châteauvillain, com quem teve cinco filhos
- Beatriz de Flandres (1250 – 23 de março de 1296), foi esposa de Florêncio V da Holanda, com quem teve onze filhos;
- Filipe de Flandres (1263 – novembro de 1308), conde de Teano, e regente de Flandres em maio de 1303. Foi casado com Matilde de Courtenay, condessa de Chieti, e, após sua morte, se casou com Filipa de Milly, com quem teve três filhos.